# Simone Zaza
Simone Zaza (nascut el 25 de juny de 1991) és un futbolista italià que juga com a davanter pel Torino FC i per la selecció italiana.